# Jerry Stiller
Pour les articles homonymes, voir Stiller.
Gerald Isaac Stiller, dit Jerry Stiller, est un acteur, humoriste et scénariste américain né le 8 juin 1927 à New York et mort le 11 mai 2020 à Brooklyn.
Il a formé pendant de nombreuses années le duo comique Stiller and Meara avec sa femme, Anne Meara. Ils ont été mariés pendant plus de 60 ans jusqu'au décès de Anne en 2015. En fin de carrière, en 1993, J.Stiller a vu sa carrière relancée en jouant Frank Costanza dans la série américaine ‘’Seinfeld’’, un rôle qui lui a valu une nomination aux Emmy Awards. En 1998, Stiller a commencé son rôle d' Arthur Spooner dans la série comique de CBS The King of Queens, un rôle qui a été largement acclamé.
Stiller est apparu avec son fils Ben Stiller dans des films tels que Zoolander, la colo des gourmands (Heavyweights en titre original), Hot Pursuit, The Heartbreak Kid et Zoolander 2. Il a également réalisé des voix off pour des films et des émissions de télévision, notamment Le Roi Lion 1½ et Planes : Fire and Rescue. En fin de carrière, Stiller était connu pour interpréter des personnages grincheux et excentriques qui étaient néanmoins appréciés,.

## Biographie

### Enfance
Aîné des quatre enfants de William Stiller (1896-1999), conducteur de bus, et de son épouse Bella Stiller (née Citrin) (1902-1954), Jerry Stiller naît à l'Unity Hospital de Brooklyn (New York). Ses grands-parents paternels ont émigré de Galicie, et sa mère est née en Pologne. La famille vit dans les quartiers de Williamsburg et de l'East New York avant de s'installer à Lower East Side, où Jerry fréquente la Seward Park High School. Il obtient un baccalauréat d'art dramatique à l'université de Syracuse en 1950.

### Carrière
En 1953, il commence par étudier le théâtre au HB Studio à Greenwich Village. Pour la création de la pièce de Coriolanus au Phoenix Theater en 1953 (produite par John Houseman ), Stiller, avec Gene Saks et Jack Klugman, formait (comme le raconte Houseman dans ses mémoires de 1980 , Front and Center ) « le meilleur trio de clowns shakespeariens que j'aie jamais vu sur scène ».

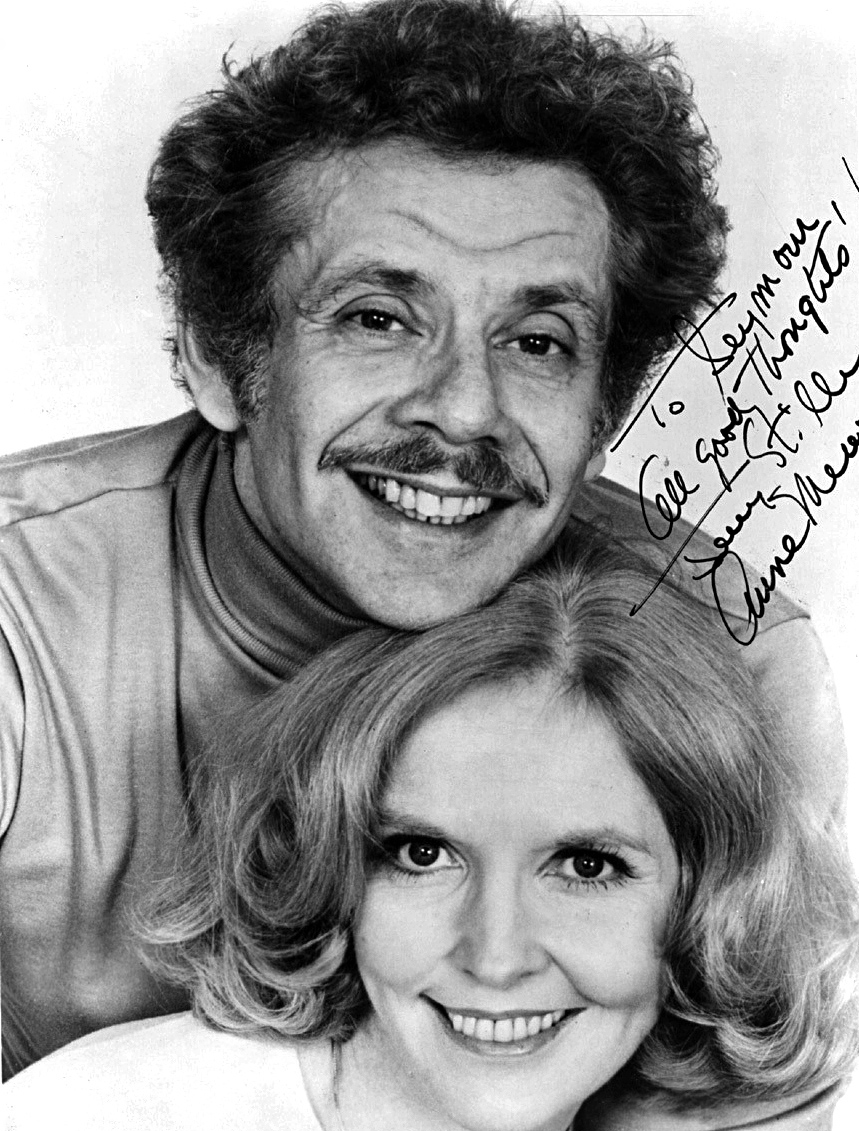
Jerry Stiller et Anne Meara vers 1965.

Toujours en 1953, J.Stiller rencontre l'actrice et comédienne Anne Meara, et ils se marient en 1954. Jusqu’à ce que Stiller le lui suggère, Meara n’avait jamais pensé à faire de la comédie. ‘’Jerry nous a lancés comme une équipe de comédiens’’, a-t-elle déclaré. ‘’Il a toujours pensé que je serais une excellente partenaire de comédie.’’. En 1959, ils rejoignent la compagnie d'improvisation de Saint-Louis ‘’The Compass Players’’ dirigée par David Shepherd. Après leur départ, ils commencent à se produire ensemble. En 1961, ils se produisent dans des boîtes de nuit de New York et l'année suivante, ils sont déjà considérés comme un ‘’phénomène national’’, comme l’écrit le New York Times.
Le duo comique Stiller et Meara, composé de J.Stiller et de sa femme A.Meara a connu du succès tout au long des années 1960, avec de nombreuses apparitions dans des émissions de variétés télévisées, principalement dans ‘’The Ed Sullivan Show’’. En 1970, ils décident de ne plus faire ce duo afin de préserver leur mariage. Ils font ensuite carrière dans la publicité radio, notamment dans la campagne pour le vin ‘’Blue Nun’’. Ils jouent également dans leur propre émission de sketchs comiques à la radio, ‘’Take Five with Stiller and Meara’’, de 1977 à 1978.
De 1979 à 1982, Stiller et Meara ont animé HBO Sneak Previews, une émission d'une demi-heure produite mensuellement dans laquelle ils décrivaient les films et les programmes qui seraient présentés le mois suivant. Ils ont également fait quelques sketches comiques dans cette même émission. En 1986, le duo a eu sa propre sitcom télévisée, The Stiller and Meara Show, dans laquelle Stiller jouait le maire adjoint de New York et Meara incarnait sa femme, une actrice de publicité télévisée.
En 1993, J.Stiller obtient le rôle de Frank Costanza, père de George Costanza, dans la sitcom Seinfeld. Il jouera ce rôle de 1993 à 1998. Le personnage de Stiller, tel qu'il avait été initialement imaginé, était un personnage « doux » et « thurberesque » qui l'obligeait à porter une calotte chauve. Après quelques jours de répétition, Stiller s'est rendu compte que le personnage ne fonctionnait pas et a demandé au co-créateur de Seinfeld, Larry David, s'il pouvait interpréter le personnage d'une manière différente, plus conforme à son caractère dans la série,. Pour son interprétation de ce rôle de Frank Costanza, Stiller a été largement acclamé par la critique et le public, notamment en étant nommé pour un ‘’Emmy Award’’ du meilleur acteur invité dans une série comique en 1997 et en remportant un ‘’American Comedy Award’’ pour l'apparition masculine la plus drôle dans une série télévisée en 1998,.
En 1998 et après la fin de Seinfeld, J.Stiller avait prévu de prendre sa retraite. Cependant, Kevin James lui a demandé de rejoindre le casting de The King of Queens. James, qui jouait le rôle principal de Doug Heffernan, avait dit à Stiller qu'il avait besoin de lui pour avoir une émission réussie. Stiller a accepté et a joué le rôle d' Arthur Spooner, le père de Carrie Heffernan, de 1998 à 2007. Stiller a déclaré que ce rôle avait mis à l'épreuve ses capacités d'acteur plus que tout autre, et qu'avant de faire partie de The King of Queens, il ne se voyait que comme un « acteur décent ».
J.Stiller a joué son propre rôle dans des sketches filmés ouvrant et clôturant les concerts de la tournée du 30e anniversaire du groupe de rock canadien Rush en 2004. J.Stiller est ensuite apparu dans des caméos pour des films de concert pour la tournée Snakes & Arrows Tour 2007-2008 du groupe. Stiller est apparu dans l'émission Pyramid de Dick Clark dans les années 1970, et des images de son apparition ont été montées dans un épisode de The King of Queens pour aider l'intrigue selon laquelle son personnage était un candidat à l'émission. Il a également fait plusieurs apparitions dans le jeu télévisé Tattletales avec Anne Meara.

### Récompenses
En février 2007, Stiller et Meara ont été honorés d'une étoile commune sur le Hollywood Walk of Fame.

### Famille
Stiller a été marié à Anne Meara pendant plus de 60 ans, de 1954 jusqu'au décès de cette dernière le 23 mai 2015. Ils s’étaient rencontrés dans le bureau d'un agent de cinéma. Meara était catholique irlandaise et s'est convertie au judaïsme avant la naissance des deux enfants du couple: l'actrice Amy Stiller (née en 1961) et l'acteur-comédien Ben Stiller (né en 1965). Il a aussi deux petits-enfants qui sont les enfants de Ben,

### Décès
Le 11 mai 2020, Stiller décéde de causes naturelles à son domicile de l'Upper West Side de Manhattan à l'âge de 92 ans. De nombreux acteurs avec lesquels Stiller a travaillé, notamment ses collègues de la série Seinfeld Jerry Seinfeld, Julia Louis-Dreyfus, Jason Alexander et Michael Richards et ses collègues de King of Queens Kevin James et Leah Remini, lui ont rendu hommage. Il est enterré à Nantucket, Massachusetts.

## Filmographie

### Comme acteur

#### Cinéma
- 1970 : Lune de miel aux orties (Lovers and Other Strangers) : Jim (le père de Carol), non crédité
- 1974 : Les Pirates du métro (The Taking of Pelham One Two Three) de Joseph Sargent : lieutenant Rico Patrone
- 1974 : 747 en péril (Airport 1975) : Sam
- 1976 : The Ritz : Carmine Vespucci
- 1977 : Drôles de manières (Nasty Habits) : P.R. Priest
- 1980 : Those Lips, Those Eyes : Mr. Shoemaker
- 1985 : The McGuffin : Marty
- 1986 : Seize the Day : Dr Tamkin
- 1987 : Shoeshine
- 1987 : Hot Pursuit : Victor Honeywell
- 1987 : Nadine de Robert Benton : Raymond Escobar
- 1988 : Hairspray : Wilbur Turnblad
- 1989 : That's Adequate : Sid Lan
- 1990 : Little Vegas : Sam
- 1992 : Freefall : le père d'Emily
- 1992 : Bienvenue en enfer : The Desk Cop
- 1993 : The Pickle : Phil Hirsch
- 1995 : La Colo des gourmands (Heavy Weights) : Harvey Bushkin
- 1997 : Die Story von Monty Spinnerratz : prof. Plumpingham
- 1997 : Camp Stories (en) d'Herbert Beigel : Schlomo
- 1997 : Stag : Ted
- 1997 : The Deli : Petey
- 1999 : The Suburbans : Speedo Silverberg
- 1999 : A Fish in the Bathtub : Sam
- 1999 : Secret of the Andes : Dr Golfisch
- 2000 : The Independent (en) de Stephen Kessler : Morty Fineman
- 2000 : My 5 Wives : Don Giovanni
- 2001 : Zoolander : Maury Ballstein
- 2001 : On the Line : Nathan
- 2002 : Au service de Sara (Serving Sara) : Milton the Cop
- 2004 : Scott, le film (Teacher's Pet) : Pretty Boy (voix)
- 2004 : Chump Change : le colonel
- 2004 : Le Roi lion 3 : Hakuna Matata (vidéo) : oncle Max (voix)
- 2004 : Behind the Legend: Timon (vidéo) : oncle Max (voix)
- 2004 : Présentateur vedette : La Légende de Ron Burgundy (Anchorman: The Legend of Ron Burgundy) : Man in Bar
- 2007 : Hairspray : Mr. Pinky
- 2007 : Les Femmes de ses rêves (The Heartbreak Kid) : Doc
- 2011 : Swinging With The Finkels

#### Télévision
- 1972 : The Paul Lynde Show (série) : Barney Dickerson
- 1974 : A Memory of Two Mondays : Mechanic
- 1975 : Joe and Sons (série) : Gus Duzik
- 1979 : La croisière s'amuse : Bud Hanrahan (Saison 2 Épisode 26)
- 1981 : Orphans, Waifs and Wards
- 1981 : Madame X : Burt Orland
- 1983 : The Other Woman : Mel Binns
- 1986 : The Stiller & Meara Show (série) : Jerry Bender
- 1988 : The Hustler of Money : Slicko McDee
- 1989 : Tattingers (série) : Sid Wilbur
- 1989 : Seinfeld (série) : Frank Costanza
- 1990 : Sweet 15 : Waterman
- 1991 : The Sunset Gang : Seymour Shapiro (segment The Detective)
- 1991 : The Hollow Boy : Sam
- 1991 : Women & Men 2: In Love There Are No Rules : Irving
- 1993 : Tracey Takes on New York
- 1997 : SUBWAYStories: Tales from the Underground (en)' : Old Man (segment The 5:24)
- 1998 : Un gars du Queens (The King of Queens) (série) : Arthur Spooner
- 1999 : Crashbox (série) : Host (voix)
- 2000 :  Scott, premier de la classe (en)  (série) : Pretty Boy (voix)
- 2009 : L'Étoile de la glace (Ice Dreams) : Skipper

### Comme scénariste
- 1986 : The Stiller and Meara Show (TV) - épisode 1

## Récompenses et nominations

### Récompenses
- 1998 : American Comedy Award - Guest star la plus drôle dans une série télévisée (pour Seinfeld).

### Nominations
- 1997 : Emmy Awards - Meilleure guest star dans une série télévisée (pour Seinfeld).

## Anecdote
Dans l'épisode 25 de la quatrième saison de la série Un gars du Queens, le personnage de Jerry Stiller rencontre son père joué par Ben Stiller, son fils dans la vie.